# قانون حماية النصب التذكارية في ألاباما
قانون حماية النصب التذكارية في ألاباما هو قانون في ولاية ألاباما في الولايات المتحدة يتطلب من الحكومات المحلية الحصول على إذن من الولاية قبل نقل أو إعادة تسمية المباني والمعالم الأثرية ذات الأهمية التاريخية التي يعود تاريخها إلى 40 عامًا أو أكثر.
أصل مشروع القانون هو محاولة 2015 من قبل مدينة برمنغهام، وهي تشكل 71٪ من السود، لإزالة النصب التذكاري للجنود الكونفدراليين والبحارة الذي أقيم في عام 1905. لم ينجح القانون في النهاية في الحفاظ على النصب التذكاري منتصبًا، حيث تمت إزالة النصب التذكاري من قبل المدينة في يونيو 2020 خلال احتجاجات جورج فلويد.
تمت الموافقة على مشروع القانون الذي تم تقديمه دون جدوى في عام 2016، من قبل النائب الجمهوري ماك بتلر والسناتور الجمهوري جيرالد ألين في مارس-أبريل 2017، ووقعه الحاكم كاي آيفي في 25 مايو 2017. أنشأ القانون لجنة حماية المعالم الأثرية في ولاية ألاباما، وهي مجموعة من 11 عضوًا سيقررون ما إذا كان يمكن نقل المباني والمعالم التاريخية أو إعادة تسميتها. عارضه المشرعون الأمريكيون من أصل أفريقي مثل جواندالين جيفان ونابليون براسي جونيور وهانك ساندرز.

## التاريخ
في عام 2017 بعد أن قام وليام أ. بيل عمدة برمنغهام بتغليف نصب تذكاري للكونفدرالية بالبلاستيك، وأحاط به الخشب الرقائقي وقال "يجب ألا تتسامح هذه الدولة بأي حال من الأحوال مع الكراهية التي يطلقها كل من كي كيكي والنازيين الجدد والفاشيين وجماعات الكراهية الأخرى"، رفع المدعي العام في الولاية ستيف مارشال دعوى قضائية ضد بيل والمدينة بسبب هذا الانتهاك للقانون.

## الدعوى القضائية
في 14 يناير 2019 حكم قاضي الدائرة بأن القانون يعد انتهاكًا غير دستوري للحق في حرية التعبير، ولا يمكن تنفيذه. تم تعليق الحكم من قبل محكمة ألاباما العليا ثم أيدت القانون بالإجماع. وحُددت عقوبة مخالفة القانون بغرامة قدرها 25 ألف دولار. دفعت مدينتا برمنغهام وموبايل هذه الغرامة في عام 2020 بدلاً من الاحتفاظ بذكرى اتحادهم.

## التعديلات المقترحة
في الجلسة التشريعية لعام 2021 لم يتم تمرير التعديل المقترح على القانون.